# شهرك وليعصر (رستاق)
شهرك وليعصر (بالفارسية: شهرک ولیعصر) هي قرية تقع في إيران في Rostaq Rural District. يقدر عدد سكانها بـ 1,769 نسمة .